# Jordbävningen i Iwate 2008
Jordbävningen i Iwate 2008 kallas den jordbävning som drabbade prefekturen Iwate och andra delar av nordöstra Honshu i norra Japan, nordväst om Sendai, 14 juni 2008.

## Skador och dödsfall
Skalvet slog till klockan 8:43 JST. Skalvet, som uppmättes till 6,8 på Richterskalan, orsakade jordskred och trafikolyckor. Till följd av skalvet dog minst nio personer och hundratals skadades. Totalt 19 liter vatten från kylvattenbassänger i kärnkraftverket Fukushima II kom ut i anläggningen, dock fanns det aldrig någon fara för lokalbefolkningen.